# Zivilkammer
Die Zivilkammer ist ein Spruchkörper des Landgerichts, besetzt mit einem Vorsitzenden Richter und zwei beisitzenden, hauptberuflichen Richtern. Die Zivilkammer ist als Spruchkörper zuständig für Berufungen und Beschwerden gegen die Urteile und sonstigen Entscheidungen des Amtsgerichtes. Als erstinstanzliches Gericht ist die Zivilkammer zuständig für die Streitigkeiten, deren Streitwert oberhalb einer Streitwertsumme von 5.000 Euro liegen. 

## Einzelrichter
Anstelle der mit drei Richtern besetzten Kammer entscheidet seit der Zivilprozessreform zum 1. Januar 2002 die Zivilkammer grundsätzlich durch den  Einzelrichter. Nur wenn dieser Proberichter ist und noch nicht ein Jahr lang geschäftsverteilungsplanmäßig Zivilsachen bearbeitet hat, wenn die Kammer als Spezialkammer für bestimmte Rechtsmaterien, wie z. B. Arzthaftung, zuständig ist oder wenn die Sache grundsätzliche Bedeutung hat oder besondere tatsächliche oder rechtliche Schwierigkeiten aufweist, ist ausnahmsweise die vollbesetzte Kammer zuständig (vgl. §§ 348 ff. ZPO).